# Gerrhosaurus
El género Gerrhosaurus comprende a seis lagartos nativos del sur y el este de África, todos se encuentran en hábitats secos y rocosos.

## Clasificación
Genus Gerrhosaurus
- Lagarto plateado de garganta amarilla, Gerrhosaurus flavigularis
  - Gerrhosaurus flavigularis fitzsimonsi
  - Gerrhosaurus flavigularis flavigularis
- Lagarto plateado de Sudán, Gerrhosaurus major
  - Gerrhosaurus major bottegoi
  - Gerrhosaurus major major
- Gerrhosaurus multilineatus
  - Lagarto plateado del Kalahari, Gerrhosaurus multilineatus auritus
  - Gerrhosaurus multilineatus multilineatus
- Lagarto plateado de línea negra, Gerrhosaurus nigrolineatus
  - Gerrhosaurus nigrolineatus ahlefeldti
  - Gerrhosaurus nigrolineatus nigrolineatus
- Lagarto plateado Namaqua, Gerrhosaurus typicus
- Lagarto plateado gigante, Gerrhosaurus validus
  - Gerrhosaurus validus maltzahni
  - Gerrhosaurus validus validus

- Datos: Q2248071
- Multimedia: Gerrhosaurus / Q2248071
- Especies: Gerrhosaurus